# Final de la Liga Profesional Femenina de fútbol 2020 (Colombia)
La final de la Liga Profesional Femenina 2020 se juegan el 10 y 13 de diciembre de 2020 para definir al campeón de la Liga Profesional Femenina en Colombia.
La disputaron los dos equipos que avanzaron ganando sus llaves en la anterior fase, las Semifinales: Independiente Santa Fe y América de Cali respectivamente.
La definición de la localía en la final se hizo de acuerdo a qué equipo se encontraba mejor ubicado que su rival de llave en la tabla de reclasificación. En caso de empate en goles, la regla del gol de visitante no fue utilizada, sino que se desempataron las llaves directamente mediante los tiros desde el punto penal.

## Llave
|                            | vs. |                     |
| -------------------------- | --- | ------------------- |
| Independiente Santa Fe 4 2 | vs. | América de Cali 1 0 |

## Estadios
| Bogotá            | Cali                     |
| ----------------- | ------------------------ |
| Estadio El Campín | Estadio Pascual Guerrero |
| Capacidad: 36.343 | Capacidad: 38.000        |
|                   |                          |

## Camino a la final
| GRUPO A                | Pts. | PJ | PG | PE | PP | GF | GC | Dif |
| ---------------------- | ---- | -- | -- | -- | -- | -- | -- | --- |
| Independiente Santa Fe | 24   | 8  | 8  | 0  | 0  | 28 | 4  | 24  |
| Millonarios            | 13   | 8  | 4  | 1  | 3  | 15 | 10 | 5   |
| Fortaleza              | 7    | 8  | 2  | 1  | 5  | 7  | 14 | -7  |
| La Equidad             | 7    | 8  | 2  | 1  | 5  | 5  | 12 | -7  |
| Llaneros               | 7    | 8  | 2  | 1  | 5  | 8  | 23 | -7  |

| GRUPO B         | Pts. | PJ | PG | PE | PP | GF | GC | Dif |
| --------------- | ---- | -- | -- | -- | -- | -- | -- | --- |
| América de Cali | 15   | 6  | 5  | 0  | 1  | 9  | 4  | 5   |
| Deportivo Cali  | 8    | 6  | 2  | 2  | 2  | 6  | 5  | 1   |
| Junior          | 8    | 6  | 2  | 2  | 2  | 6  | 6  | 0   |
| Pasto           | 2    | 6  | 0  | 2  | 4  | 4  | 10 | -6  |

## Estadísticas previas
A continuación se encuentran tabuladas las estadísticas de Independiente Santa Fe y América de Cali en las fases previas a la final: fase de grupos, cuartos de final y semifinales. De la siguiente forma:
| Equipos                | PJ | PG | PE | PP | GF | GC | Dif. | Pts. | Rend.  |
| ---------------------- | -- | -- | -- | -- | -- | -- | ---- | ---- | ------ |
| Independiente Santa Fe | 12 | 10 | 1  | 1  | 36 | 9  | 27   | 31   | 86.1 % |
| América de Cali        | 10 | 7  | 2  | 1  | 13 | 6  | 7    | 23   | 76.7 % |

## Resultados

### Partido de ida
| 1     | Guardameta     | Natalia Giraldo  |     |
| 14    | Defensa        | Lizeth Ocampo    |     |
| 5     | Defensa        | Jessica Caro     |     |
| 3     | Defensa        | Anlly Iglesias   |     |
| 13    | Defensa        | Adriana López    |     |
| 8     | Centrocampista | Carolina Pineda  |     |
| 10    | Centrocampista | Catalina Usme    |     |
| 11    | Centrocampista | Manuela González | 70' |
| 19    | Delantero      | Farlyn Caicedo   | 46' |
| 7     | Delantero      | Gisela Robledo   |     |
| 9     | Delantero      | Joemar Guarecuco | 58' |
| D. T. | D. T.          | Andrés Usme      |     |

| 22    | Guardameta     | Daniela Solera   |     |
| 6     | Defensa        | Viviana Acosta   |     |
| 3     | Defensa        | Leivis Ramos     |     |
| 5     | Defensa        | Nubiluz Rángel   |     |
| 7     | Defensa        | Diana Celis      | 46' |
| 19    | Centrocampista | Gabriela Huertas |     |
| 30    | Centrocampista | Liana Salazar    |     |
| 10    | Centrocampista | Fany Gauto       |     |
| 18    | Delantero      | Ysaura Viso      | 90' |
| 9     | Delantero      | Ivonne Chacón    | 67' |
| 11    | Delantero      | Kena Romero      |     |
| D. T. | D. T.          | Albeiro Erazo    |     |

| 18 | Centrocampista | Wendy Bonilla    | 46' |
| 16 | Delantero      | Leury Basanta    | 58' |
| 21 | Centrocampista | Mariana Zamorano | 70' |

| 13 | Centrocampista | Jessica Peña  | 46' |
| 21 | Centrocampista | Nancy Madrid  | 70' |
| 8  | Delantero      | Nelly Córdoba | 90' |

| 23' | Catalina Usme | 1-0 |

| 27' · 43' | Ivonne Chacón Ysaura Viso | 1-1 1-2 |

| 33' | Carolina Pineda |

| 5' · 81' | Leivis Ramos Jessica Peña |

| Principal  | Yessica Villadiego |
| Asistentes | Ana Karina Petro   |
|            | Janeth Jiménez     |
| Cuarto     | Luisa Martínez     |

| 1     | Guardameta     | Natalia Giraldo  |     |
| 14    | Defensa        | Lizeth Ocampo    |     |
| 5     | Defensa        | Jessica Caro     |     |
| 3     | Defensa        | Anlly Iglesias   |     |
| 13    | Defensa        | Adriana López    |     |
| 8     | Centrocampista | Carolina Pineda  |     |
| 10    | Centrocampista | Catalina Usme    |     |
| 11    | Centrocampista | Manuela González | 70' |
| 19    | Delantero      | Farlyn Caicedo   | 46' |
| 7     | Delantero      | Gisela Robledo   |     |
| 9     | Delantero      | Joemar Guarecuco | 58' |
| D. T. | D. T.          | Andrés Usme      |     |

| 22    | Guardameta     | Daniela Solera   |     |
| 6     | Defensa        | Viviana Acosta   |     |
| 3     | Defensa        | Leivis Ramos     |     |
| 5     | Defensa        | Nubiluz Rángel   |     |
| 7     | Defensa        | Diana Celis      | 46' |
| 19    | Centrocampista | Gabriela Huertas |     |
| 30    | Centrocampista | Liana Salazar    |     |
| 10    | Centrocampista | Fany Gauto       |     |
| 18    | Delantero      | Ysaura Viso      | 90' |
| 9     | Delantero      | Ivonne Chacón    | 67' |
| 11    | Delantero      | Kena Romero      |     |
| D. T. | D. T.          | Albeiro Erazo    |     |

| 18 | Centrocampista | Wendy Bonilla    | 46' |
| 16 | Delantero      | Leury Basanta    | 58' |
| 21 | Centrocampista | Mariana Zamorano | 70' |

| 13 | Centrocampista | Jessica Peña  | 46' |
| 21 | Centrocampista | Nancy Madrid  | 70' |
| 8  | Delantero      | Nelly Córdoba | 90' |

| 23' | Catalina Usme | 1-0 |

| 27' · 43' | Ivonne Chacón Ysaura Viso | 1-1 1-2 |

| 33' | Carolina Pineda |

| 5' · 81' | Leivis Ramos Jessica Peña |

| Principal  | Yessica Villadiego |
| Asistentes | Ana Karina Petro   |
|            | Janeth Jiménez     |
| Cuarto     | Luisa Martínez     |

| 1     | Guardameta     | Natalia Giraldo  |     |
| 14    | Defensa        | Lizeth Ocampo    |     |
| 5     | Defensa        | Jessica Caro     |     |
| 3     | Defensa        | Anlly Iglesias   |     |
| 13    | Defensa        | Adriana López    |     |
| 8     | Centrocampista | Carolina Pineda  |     |
| 10    | Centrocampista | Catalina Usme    |     |
| 11    | Centrocampista | Manuela González | 70' |
| 19    | Delantero      | Farlyn Caicedo   | 46' |
| 7     | Delantero      | Gisela Robledo   |     |
| 9     | Delantero      | Joemar Guarecuco | 58' |
| D. T. | D. T.          | Andrés Usme      |     |

| 22    | Guardameta     | Daniela Solera   |     |
| 6     | Defensa        | Viviana Acosta   |     |
| 3     | Defensa        | Leivis Ramos     |     |
| 5     | Defensa        | Nubiluz Rángel   |     |
| 7     | Defensa        | Diana Celis      | 46' |
| 19    | Centrocampista | Gabriela Huertas |     |
| 30    | Centrocampista | Liana Salazar    |     |
| 10    | Centrocampista | Fany Gauto       |     |
| 18    | Delantero      | Ysaura Viso      | 90' |
| 9     | Delantero      | Ivonne Chacón    | 67' |
| 11    | Delantero      | Kena Romero      |     |
| D. T. | D. T.          | Albeiro Erazo    |     |

| 18 | Centrocampista | Wendy Bonilla    | 46' |
| 16 | Delantero      | Leury Basanta    | 58' |
| 21 | Centrocampista | Mariana Zamorano | 70' |

| 13 | Centrocampista | Jessica Peña  | 46' |
| 21 | Centrocampista | Nancy Madrid  | 70' |
| 8  | Delantero      | Nelly Córdoba | 90' |

| 23' | Catalina Usme | 1-0 |

| 27' · 43' | Ivonne Chacón Ysaura Viso | 1-1 1-2 |

| 33' | Carolina Pineda |

| 5' · 81' | Leivis Ramos Jessica Peña |

| Principal  | Yessica Villadiego |
| Asistentes | Ana Karina Petro   |
|            | Janeth Jiménez     |
| Cuarto     | Luisa Martínez     |

| 1     | Guardameta     | Natalia Giraldo  |     |
| 14    | Defensa        | Lizeth Ocampo    |     |
| 5     | Defensa        | Jessica Caro     |     |
| 3     | Defensa        | Anlly Iglesias   |     |
| 13    | Defensa        | Adriana López    |     |
| 8     | Centrocampista | Carolina Pineda  |     |
| 10    | Centrocampista | Catalina Usme    |     |
| 11    | Centrocampista | Manuela González | 70' |
| 19    | Delantero      | Farlyn Caicedo   | 46' |
| 7     | Delantero      | Gisela Robledo   |     |
| 9     | Delantero      | Joemar Guarecuco | 58' |
| D. T. | D. T.          | Andrés Usme      |     |

| 22    | Guardameta     | Daniela Solera   |     |
| 6     | Defensa        | Viviana Acosta   |     |
| 3     | Defensa        | Leivis Ramos     |     |
| 5     | Defensa        | Nubiluz Rángel   |     |
| 7     | Defensa        | Diana Celis      | 46' |
| 19    | Centrocampista | Gabriela Huertas |     |
| 30    | Centrocampista | Liana Salazar    |     |
| 10    | Centrocampista | Fany Gauto       |     |
| 18    | Delantero      | Ysaura Viso      | 90' |
| 9     | Delantero      | Ivonne Chacón    | 67' |
| 11    | Delantero      | Kena Romero      |     |
| D. T. | D. T.          | Albeiro Erazo    |     |

| 18 | Centrocampista | Wendy Bonilla    | 46' |
| 16 | Delantero      | Leury Basanta    | 58' |
| 21 | Centrocampista | Mariana Zamorano | 70' |

| 13 | Centrocampista | Jessica Peña  | 46' |
| 21 | Centrocampista | Nancy Madrid  | 70' |
| 8  | Delantero      | Nelly Córdoba | 90' |

| 23' | Catalina Usme | 1-0 |

| 27' · 43' | Ivonne Chacón Ysaura Viso | 1-1 1-2 |

| 33' | Carolina Pineda |

| 5' · 81' | Leivis Ramos Jessica Peña |

| Principal  | Yessica Villadiego |
| Asistentes | Ana Karina Petro   |
|            | Janeth Jiménez     |
| Cuarto     | Luisa Martínez     |

### Partido de vuelta
| 22    | Guardameta     | Daniela Solera   |     |
| 6     | Defensa        | Viviana Acosta   |     |
| 3     | Defensa        | Leivis Ramos     |     |
| 5     | Defensa        | Nubiluz Rangel   |     |
| 19    | Defensa        | Gabriela Huertas |     |
| 13    | Centrocampista | Jessica Peña     |     |
| 10    | Centrocampista | Fany Gauto       |     |
| 7     | Centrocampista | Diana Celis      |     |
| 18    | Delantero      | Ysaura Viso      | 65' |
| 9     | Delantero      | Ivonne Chacón    | 74' |
| 11    | Delantero      | Kena Romero      |     |
| D. T. | D. T.          | Albeiro Erazo    |     |

| 1     | Guardameta     | Natalia Giraldo  |     |
| 14    | Defensa        | Lizeth Ocampo    |     |
| 6     | Defensa        | Rossy Caicedo    |     |
| 3     | Defensa        | Anlly Iglesias   |     |
| 13    | Defensa        | Adriana López    | 60' |
| 8     | Centrocampista | Carolina Pineda  |     |
| 5     | Centrocampista | Jessica Caro     |     |
| 10    | Centrocampista | Catalina Usme    |     |
| 18    | Delantero      | Wendy Bonilla    | 60' |
| 7     | Delantero      | Gisela Robledo   |     |
| 9     | Delantero      | Joemar Guarecuco |     |
| D. T. | D. T.          | Andrés Usme      |     |

| 30 | Centrocampista | Liana Salazar | 65' |
| 8  | Delantero      | Nelly Córdoba | 74' |

| 26 | Centrocampista | Angie Salazar  | 60' |
| 19 | Delantero      | Farlyn Caicedo | 60' |

| 11' · 47' | Fany Gauto Nubiluz Rangel | 1-0 2-0 |

| 11' · 24' · 64' · 76' | Fany Gauto Leivis Ramos Ivonne Chacón Kena Romero |

| 54' | Adriana López |

| Principal  | María Victoria Daza |
| Asistentes | Mary Blanco         |
|            | Nataly Arteaga      |
| Cuarto     | Jenny Arias         |

| 22    | Guardameta     | Daniela Solera   |     |
| 6     | Defensa        | Viviana Acosta   |     |
| 3     | Defensa        | Leivis Ramos     |     |
| 5     | Defensa        | Nubiluz Rangel   |     |
| 19    | Defensa        | Gabriela Huertas |     |
| 13    | Centrocampista | Jessica Peña     |     |
| 10    | Centrocampista | Fany Gauto       |     |
| 7     | Centrocampista | Diana Celis      |     |
| 18    | Delantero      | Ysaura Viso      | 65' |
| 9     | Delantero      | Ivonne Chacón    | 74' |
| 11    | Delantero      | Kena Romero      |     |
| D. T. | D. T.          | Albeiro Erazo    |     |

| 1     | Guardameta     | Natalia Giraldo  |     |
| 14    | Defensa        | Lizeth Ocampo    |     |
| 6     | Defensa        | Rossy Caicedo    |     |
| 3     | Defensa        | Anlly Iglesias   |     |
| 13    | Defensa        | Adriana López    | 60' |
| 8     | Centrocampista | Carolina Pineda  |     |
| 5     | Centrocampista | Jessica Caro     |     |
| 10    | Centrocampista | Catalina Usme    |     |
| 18    | Delantero      | Wendy Bonilla    | 60' |
| 7     | Delantero      | Gisela Robledo   |     |
| 9     | Delantero      | Joemar Guarecuco |     |
| D. T. | D. T.          | Andrés Usme      |     |

| 30 | Centrocampista | Liana Salazar | 65' |
| 8  | Delantero      | Nelly Córdoba | 74' |

| 26 | Centrocampista | Angie Salazar  | 60' |
| 19 | Delantero      | Farlyn Caicedo | 60' |

| 11' · 47' | Fany Gauto Nubiluz Rangel | 1-0 2-0 |

| 11' · 24' · 64' · 76' | Fany Gauto Leivis Ramos Ivonne Chacón Kena Romero |

| 54' | Adriana López |

| Principal  | María Victoria Daza |
| Asistentes | Mary Blanco         |
|            | Nataly Arteaga      |
| Cuarto     | Jenny Arias         |

| 22    | Guardameta     | Daniela Solera   |     |
| 6     | Defensa        | Viviana Acosta   |     |
| 3     | Defensa        | Leivis Ramos     |     |
| 5     | Defensa        | Nubiluz Rangel   |     |
| 19    | Defensa        | Gabriela Huertas |     |
| 13    | Centrocampista | Jessica Peña     |     |
| 10    | Centrocampista | Fany Gauto       |     |
| 7     | Centrocampista | Diana Celis      |     |
| 18    | Delantero      | Ysaura Viso      | 65' |
| 9     | Delantero      | Ivonne Chacón    | 74' |
| 11    | Delantero      | Kena Romero      |     |
| D. T. | D. T.          | Albeiro Erazo    |     |

| 1     | Guardameta     | Natalia Giraldo  |     |
| 14    | Defensa        | Lizeth Ocampo    |     |
| 6     | Defensa        | Rossy Caicedo    |     |
| 3     | Defensa        | Anlly Iglesias   |     |
| 13    | Defensa        | Adriana López    | 60' |
| 8     | Centrocampista | Carolina Pineda  |     |
| 5     | Centrocampista | Jessica Caro     |     |
| 10    | Centrocampista | Catalina Usme    |     |
| 18    | Delantero      | Wendy Bonilla    | 60' |
| 7     | Delantero      | Gisela Robledo   |     |
| 9     | Delantero      | Joemar Guarecuco |     |
| D. T. | D. T.          | Andrés Usme      |     |

| 30 | Centrocampista | Liana Salazar | 65' |
| 8  | Delantero      | Nelly Córdoba | 74' |

| 26 | Centrocampista | Angie Salazar  | 60' |
| 19 | Delantero      | Farlyn Caicedo | 60' |

| 11' · 47' | Fany Gauto Nubiluz Rangel | 1-0 2-0 |

| 11' · 24' · 64' · 76' | Fany Gauto Leivis Ramos Ivonne Chacón Kena Romero |

| 54' | Adriana López |

| Principal  | María Victoria Daza |
| Asistentes | Mary Blanco         |
|            | Nataly Arteaga      |
| Cuarto     | Jenny Arias         |

| 22    | Guardameta     | Daniela Solera   |     |
| 6     | Defensa        | Viviana Acosta   |     |
| 3     | Defensa        | Leivis Ramos     |     |
| 5     | Defensa        | Nubiluz Rangel   |     |
| 19    | Defensa        | Gabriela Huertas |     |
| 13    | Centrocampista | Jessica Peña     |     |
| 10    | Centrocampista | Fany Gauto       |     |
| 7     | Centrocampista | Diana Celis      |     |
| 18    | Delantero      | Ysaura Viso      | 65' |
| 9     | Delantero      | Ivonne Chacón    | 74' |
| 11    | Delantero      | Kena Romero      |     |
| D. T. | D. T.          | Albeiro Erazo    |     |

| 1     | Guardameta     | Natalia Giraldo  |     |
| 14    | Defensa        | Lizeth Ocampo    |     |
| 6     | Defensa        | Rossy Caicedo    |     |
| 3     | Defensa        | Anlly Iglesias   |     |
| 13    | Defensa        | Adriana López    | 60' |
| 8     | Centrocampista | Carolina Pineda  |     |
| 5     | Centrocampista | Jessica Caro     |     |
| 10    | Centrocampista | Catalina Usme    |     |
| 18    | Delantero      | Wendy Bonilla    | 60' |
| 7     | Delantero      | Gisela Robledo   |     |
| 9     | Delantero      | Joemar Guarecuco |     |
| D. T. | D. T.          | Andrés Usme      |     |

| 30 | Centrocampista | Liana Salazar | 65' |
| 8  | Delantero      | Nelly Córdoba | 74' |

| 26 | Centrocampista | Angie Salazar  | 60' |
| 19 | Delantero      | Farlyn Caicedo | 60' |

| 11' · 47' | Fany Gauto Nubiluz Rangel | 1-0 2-0 |

| 11' · 24' · 64' · 76' | Fany Gauto Leivis Ramos Ivonne Chacón Kena Romero |

| 54' | Adriana López |

| Principal  | María Victoria Daza |
| Asistentes | Mary Blanco         |
|            | Nataly Arteaga      |
| Cuarto     | Jenny Arias         |

|                                               |
| Bandera de Colombia                           |
| Campeón Independiente Santa Fe Segundo título |